# The Rachel Zoe Project
The Rachel Zoe Project est une émission de téléréalité américaine créée par Rachel Zoe et diffusée depuis le 9 septembre 2008 sur Bravo, et sur Cosmopolitan TV au Canada
En France, elle est diffuse sur June.

## Synopsis
La série suit la vie de Rachel Zoe, alors qu'elle élargit sa clientèle et tente d'équilibrer sa vie personnelle et professionnelle.

## Membres de l'émission
| Membre            | Années membre      | Saison(s)       | Titre(s)        | Notes |
| ----------------- | ------------------ | --------------- | --------------- | --- |
| Rachel Zoe        | 2008 à aujourd'hui | 1 à aujourd'hui | Rôle principal  | Célèbre styliste, auteur, designer de vêtements et entrepreneur basé à Los Angeles, en Californie. Rachel a accueilli son premier fils avec Rodger, qu'ils nommèrent Skyler. |
| Rodger Berman     | 2008 à aujourd'hui | 1 à aujourd'hui | Rôle principal  | Mari de Rachel Zoe et gérant d'affaires. Rodger a accueilli son premier fils avec Rachel, qu'ils nommèrent Skylar                                                            |
| Joey Maalouf      | 2008 à aujourd'hui | 1 à aujourd'hui | Rôle principal  | Coiffeur et meilleur ami de Rachel Zoe, et qui prend un rôle important dans le stylisme de la saison 4                                                                       |
| Brad Goreski      | 2008 à 2010        | 1, 2, 3         | Rôle principal  | Associé de Rachel Zoe, et directeur stylisme (démission) |
| Taylor Jacobson   | 2008 à 2009        | 1, 2            | Rôle principal  | Styliste adjointe de Rachel Zoe (démission) |
| Marisa Lee Runyon | 2009 à aujourd'hui | 1 à aujourd'hui | Rôle secondaire | Marisa a commencé comme assistante de Rachel, mais elle est maintenant directrice de marque pour la ligne de Rachel QVC.                                                     |
| Jeremiah Brent    | 2011               | 4               | Rôle principal  | Nouveau protégé de Rachel Zoe, styliste associé |
| Mandana Dayani    | 2011               | 4               | Rôle secondaire | Vice-présidente du Rachel Zoe Inc. |